# Sítios Rupestres da Capadócia
Os Sítios rupestres da Capadócia são um conjunto de sítios na região histórica da Capadócia, que contêm santuários escavados na rocha, dando provas únicas da arte bizantina do período pós-iconoclasta. Habitações, aldeias trogloditas e cidades subterrâneas representam um habitat humano tradicional, datando de antes do século IV. Os Sítios Rupestres da Capadócia são compostos por seis sítios:
- Karain
- Karlik
- Soğanlı
- Yesilöz
- Cidade subterrânea de Kaymaklı
- Cidade subterrânea de Derinkuyu

Os sítios foram declarados Património Mundial da UNESCO em 1985, juntamente com o Parque Nacional de Göreme, onde alguns se encontram.